# Кралят на скорпионите 4: Походът на силата
„Кралят на скорпионите 4: Походът на силата“ (на английски: The Scorpion King 4: Quest for Power) е издаден директно на видео екшън филм от 2015 г. Пуснат е в Netflix на 6 януари 2015 г. и по-късно на домашно видео. Това е четвъртата част от поредицата „Кралят на скорпионите“ и във филма участват Виктор Уебстър в едноименната роля, с поддържащите роли от Елън Холман, Лу Ферджино, Рютгер Хауер, Ройс Грейси, Ийв Торес и Иън Уайт. Филмът продължава историята на Матаяс, след събитията на „Кралят на скорпионите 3: Изкуплението“.

## Актьорски състав
| Актьор                | Роля                          |
| --------------------- | ----------------------------- |
| Виктор Уебстър        | Матаяс, кралят на скорпионите |
| Елън Хофман           | Валина                        |
| Уил Кемп              | Дрейзън                       |
| Бари Бостуик          | Сорел Расков                  |
| Майкъл Бийн           | Крал Яник                     |
| Рютгер Хауер          | Крал Закур                    |
| М. Емет Уолш          | Горак                         |
| Ийв Торес             | Чанчара                       |
| Брандън Хардести      | Борис                         |
| Роджър Халстън        | Роланд                        |
| Лий Гил               | Вожд Онус                     |
| Иън Уайт              | Принц Дуан                    |
| Корнелиу Уличи        | Раду                          |
| Есме Бианко           | Жрицата Феминина              |
| Лу Ферджино           | Скизура                       |
| Ройс Грейси           | Ангар                         |
| Рой Нелсън            | Ройкус                        |
| Антонио Силва         | Кронкус                       |
| Дон „Драконът“ Уилсън | Гизан                         |

## Продължение
Петият филм, озаглавен „Кралят на скорпионите: Книгата на душите“, пуснат от 2018 г. Зак Макгоун замества Виктор Уебстър за ролята на Матаяс. Филмът включва изцяло новия актьорски състав, който се състои от Пърл Тъси, Кати Саундърс, Нейтън Джоунс и Питър Менса. Филмът е режисиран от Дон Майкъл Пол.

## В България
В България филмът е издаден на DVD от 2 март 2015 г. от А+Филмс.
На 31 януари 2016 г. е излъчен по Диема с български войсоувър дублаж. Екипът се състои от:
| Озвучаващи артисти  | Йорданка Илова Петя Миладинова Александър Митрев Симеон Владов Здравко Методиев Тодор Георгиев |
| Преводач            | Ирина Ценкова                                                                                  |
| Тонрежисьор         | Димитър Кукушев                                                                                |
| Режисьор на дублажа | Димитър Кръстев                                                                                |

На 31 януари 2020 г. е излъчен и по bTV Action с втори дублаж, записан в студио Медиа Линк. Екипът се състои от:
| Озвучаващи артисти  | Ани Василева Христо Узунов Димитър Ангелов Любомир Младенов Георги Стоянов |
| Преводач            | Гергана Стойчева-Нуша                                                      |
| Тонрежисьор         | Стамен Янев                                                                |
| Режисьор на дублажа | Милена Манчева                                                             |